# La fiesta del haba
El festín del haba es una pintura al óleo de 1668 del artista holandés Jan Steen, ahora en la Gemäldegalerie Alte Meister de Kassel, Alemania.
La fiesta o festín del haba surgió en los Países Bajos del siglo XVII como una cena informal, especialmente la ofrecida por un empleador a sus empleados, en que se comía un ganso y se repartía un pastel entre los presentes. La persona que encontraba en su trozo un haba sería el "rey" o "reina" de la noche. Siempre que tomara un trago el resto lo aclamaría. Se derivaba de la costumbre del pastel con un haba escondida tomado durante la fiesta de la Epifanía, en que quien la encontraba era proclamado el rey de la velada.
En la pintura de Steen un niño, de pie en un taburete y llevando una corona de papel, ha ganado el derecho a ser el rey y su abuela le ayuda a beber el primer trago de honor. Su hermano mayor, alegremente simula ser un paje con un cesto al revés a modo de gorro y le recoge la chaqueta como si la cola del atuendo real se tratara. Su madre, un poco perjudicada ya por la bebida, mira con orgullo sentada con una jarra y una copa en cada mano. A su izquierda el padre, seleccionado por el rey como bufón de la corte, está tocando el tradicional rommelpot, o zambomba. Detrás del joven rey otro hombre también bromea llevando un embudo de metal como sombrero y haciendo "música" con una espumadera y una parrilla. A la derecha de la mesa, elegantemente vestidos a la moda, los empleadores se mantienen un poco aparte del jolgorio de sus sirvientes.
En la esquina inferior izquierda, la firma y fecha.
En 1736 la pintura fue subastada en Delft de la propiedad de Jan von Loon. Perteneció durante un tiempo al notario Valerius Röver. Guillermo VIII de Hesse-Kassel adquirió su gabinete de arte al completo, incluyendo La fiesta del haba de Steen.